# Natuurpark Porțile de Fier

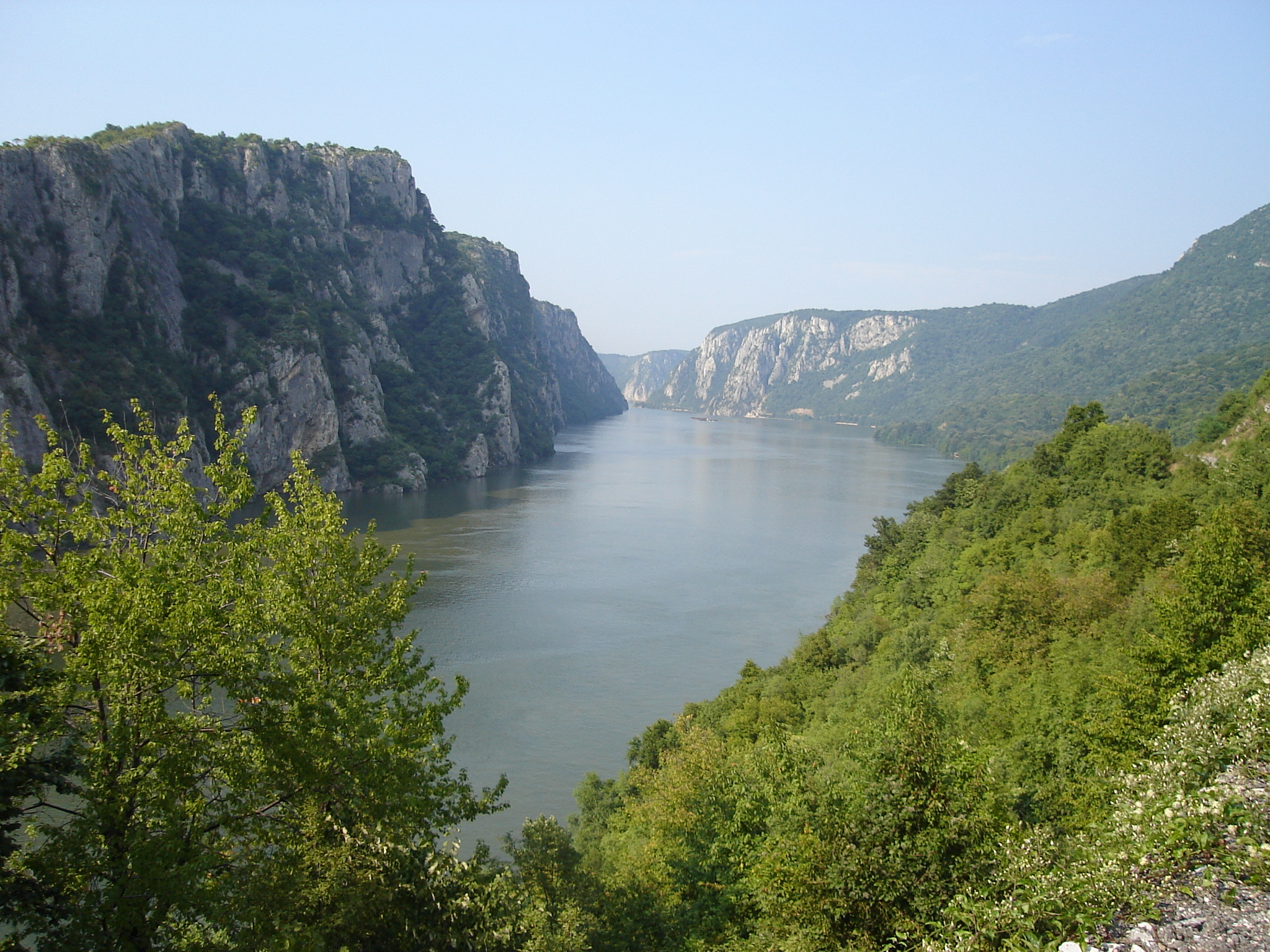

Natuurpark Porțile de Fier (Roemeens: Parcul natural Porțile de Fier) is een natuurpark in Roemenië. Het park is 115 655 hectare groot en werd opgericht in 2000. Het natuurpark omvat het Roemeense deel van de IJzeren Poort, het kloofdal van de Donau met bergen en bossen. Het park is een Ramsar-gebied. Het Servische deel is Nationaal park Đerdap.